# قشلاق أخمود سفلي
قشلاق أخمود سفلي هي قرية في مقاطعة كليبر، إيران. عدد سكان هذه القرية هو 38 في سنة 2006.